# Sziklagyökér
A sziklagyökér (Monanthes) a kőtörőfű-virágúak (Saxifragales) rendjébe, ezen belül a varjúhájfélék (Crassulaceae) családjába és a fáskövirózsa-formák (Sempervivoideae) alcsaládjába tartozó nemzetség.

## Előfordulásuk
A sziklagyökérfajok előfordulási területe a Kanári-szigetek, Marokkó és a Selvagens-szigetek.

## Rendszerezés
Az alábbi fajokat és hibridet a következő fajcsoportokba sorolják be: Monanthes sect. Annuae, Monanthes sect. Monanthes, Monanthes sect. Monanthiodea, Monanthes sect. Petrophyllae és Monanthes sect. Sedoideae.
A nemzetségbe az alábbi 18 faj és 4 hibrid tartozik:
- Monanthes anagensis Praeger
- Monanthes atlantica Ball
- Monanthes brachycaulos (Webb & Berthel.) Lowe
- Monanthes × burchardii Bramwell & G.D.Rowley
- Monanthes dasyphylla Svent.
- Monanthes × filifolia Bañares
- Monanthes icterica (Webb ex Bolle) Christ
- Monanthes laxiflora (DC.) Bolle
- Monanthes lowei (A.Paiva) P.Pérez & Acebes
- Monanthes minima (Bolle) Christ
- Monanthes muralis (Webb ex Bolle) Hook.f.
- Monanthes niphophila Svent.
- Monanthes pallens (Webb ex Christ) Christ
- Monanthes polyphylla Haw. - típusfaj
- Monanthes praegeri Bramwell
- Monanthes purpurascens (Bolle & Webb) Christ
- Monanthes silensis (Praeger) Svent.
- Monanthes subcrassicaulis (Kuntze) Praeger
- Monanthes × subglabrata Bañares
- Monanthes subrosulata Bañares & A.Acev.-Rodr.
- Monanthes × tilophila (Bolle) Christ
- Monanthes wildpretii Bañares & S.Scholz